# Jean-Pierre Guéno
 (mars 2025).
Motif : Pas de source
- Archive Wikiwix
- Bing
- Cairn
- DuckDuckGo
- E. Universalis
- Gallica
- Google
- G. Books
- G. News
- G. Scholar
- Persée
- Qwant
- (zh) Baidu
- (ru) Yandex
- (wd) trouver des œuvres sur Wikidata

| 1. | Préciser le motif de la pose du bandeau. | Précisez le motif de la pose du bandeau en utilisant la syntaxe suivante : {{admissibilité à vérifier\|date=mars 2025\|motif=remplacez ce texte par le motif}}                         |
| 2. | Informer les utilisateurs concernés.     | Pensez à avertir le créateur de l'article, par exemple, en insérant le code ci-dessous sur sa page de discussion : {{subst:avertissement admissibilité à vérifier\|Jean-Pierre Guéno}} |

Jean-Pierre Guéno, né le 28 décembre 1955 , est un écrivain français et un directeur d'éditions.

## Biographie
Écrivain, historien, Jean-Pierre Guéno a dirigé le développement culturel de la Bibliothèque nationale pendant sept ans aux côtés d’Emmanuel Le Roy Ladurie, la régie publicitaire, la communication puis les éditions de Radio France où il est resté douze ans. Il a également été directeur adjoint de la communication de La Poste. Il a été le directeur de la Culture des Musées des Lettres et Manuscrits de Paris et de Bruxelles.  Il a achevé sa carrière comme directeur de la Valorisation de la Branche Services Courrier Colis de La Poste[réf. souhaitée], il est l’auteur de plus de 90 livres.
Cet ancien élève de l’École normale supérieure de Saint-Cloud aime à rappeler que l’histoire n’est pas seulement écrite par les têtes d’affiches de nos livres de classes, mais aussi et surtout par ces « figurants »,  par ces obscurs que furent nos parents, nos grands-parents et nos ancêtres.[réf. nécessaire] Il aime à se définir comme un « passeur de mémoire » et va traquer les manuscrits, les témoignages et les documents qui composent ses livres dans le jardin secret des plus grands auteurs comme dans celui des gens ordinaires, afin de rendre au plus grand nombre l’émotion des soubresauts de l’histoire ou de l’existence tels qu’ils furent vécus et non tels qu’ils furent réécrits par la propagande du moment et par celle de la postérité.[non neutre]  
Les différentes versions de Paroles de poilus ont trouvé 3 millions de lecteurs.

## Œuvres
- Collection « la mémoire de l’encre », Éditions Robert Laffont, 6 volumes de 1992 à 1997
- Un amour de stylo, Éditions Robert Laffont, 1992
- La mémoire du Grand Meaulnes, Éditions Robert Laffont, 1995
- Les plus belles lettres illustrées, Éditions La Martinière, 1998
- Sand et Musset les enfants du siècle, Éditions La Martinière, 1999
- Paroles de Poilus, Librio et Tallandier  Radios Locales de Radio France, 1998
- L’Enfance de l’Art, Éditions La Martinière, 1999
- Paroles de détenus, Les Arènes Librio France Bleu, 2000
- Les plus beaux manuscrits de la langue française, Éditions La Martinière, 2000
- Mémoires de maîtres, Paroles d’élèves, Librio, octobre 2001
- Chère École, Les Arènes, octobre 2001
- Les plus beaux manuscrits de Victor Hugo, Perrin, octobre 2001
- Paroles d’Étoiles, Librio  Les Arènes France Bleu France Info, octobre 2002
- Les plus beaux récits de voyage, La Martinière, octobre 2002
- Les enfants du silence, Milan France Bleu France Info, mars 2003
- Nos premières fois, Librio   France Bleu France Info, octobre 2003
- Mon papa en guerre – Lettres de pères et mots d’enfants – 14/18 » Les Arènes Octobre 2003 Librio, août 2004
- Paroles du Jour J, Les Arènes Librio, avril 2004
- Les plus beaux manuscrits de George Sand, Perrin, avril 2004
- Les plus beaux manuscrits de femmes, La Martinière, octobre 2004
- Cher pays de mon enfance, Paroles de déracinés, Les Arènes et Librio, octobre 2005
- Paroles de Verdun, Perrin, septembre 2006
- Mon papa en guerre, Montparnasse, avril 2006, DVD
- L’oncle d’Amérique, Omnibus, octobre 2006
- Je t’aime, Les Arènes, octobre 2006
- Paroles d’Amour, Librio, octobre 2006
- Paroles de poilus en BD, Soleil, novembre 2006
- Lettres à nos mères, Librio mai 2007
- Paroles de femmes, Les Arènes et Librio, octobre 2007
- Paroles de Verdun en BD,  Soleil, novembre 2006
- Voleurs de feu, Flammarion, octobre 2007
- Paroles de poilus au théâtre,  Naïve, novembre 2007, DVD
- Paroles d’enfance  Les Arènes / Librio, septembre 2008
- Paroles d’étoiles en BD,  Éditions Soleil, octobre 2008
- Musset, l’orphelin de Venise, Éditions Triartis, juillet 2009
- Paroles de l’ombre 1939-1945, Éditions Les Arènes et Librio, octobre 2009
- La Mémoire du petit prince, Éditions Jacob-Duvernet, octobre 2009
- De Gaulle à Londres : le souffle de la liberté  (ill. Jérôme Pecnard), Édition Perrin, mai 2010 (ISBN 9782262032548).
- La Vie en toutes  lettres, Éditions Plon, octobre 2010
- Les Diamants de l’histoire, Éditions Jacob-Duvernet, octobre 2010
- Paroles de torturés, Guerre d’ Algérie 1954-1962, Éditions Jacob-Duvernet, mai 2011
- Paroles de l’ombre 2 : la guerre des mots, Éditions des Arènes, novembre 2011
- Les Messages secrets du Général de Gaulle, Gallimard/MLM, novembre 2011
- La terre en héritage : sauver la planète du petit prince, Éditions Jacob-Duvernet, novembre 2011
- Lilli Marleen ,  Éditions Librio, mars 2012
- Charles de Gaulle, une nouvelle République,  Éditions GF / L’Express / Le Figaro, juin 2012
- Paroles de trous du cru en BD, Éditions Soleil, novembre 2012
- Cher Père Noël, La Poste / Éditions Télémaque, novembre 2012
- Paroles de guerre d’Algérie, BD Éditions Soleil, 2012
- Coffret Historique « Paroles de » Librio, nov. 2012
- Verlaine en Prison, Éditions Gallimard/MLM  Bruxelles, octobre 2012, Paris, février 2013
- Les enfants du silence, Éditions Milan, 2013
- Paroles d’école, BD Éditions Soleil, 2013
- Paroles d’Algérie, Éditions Librio, 2013
- Les Poilus, Éditions des Arènes et Librio Paris, octobre 2013
- Entre les lignes et les tranchées, Gallimard/MLM, avril 2014
- Paroles du Jour J, Réédition Les Arènes, mai 2014
- Belle époque ? Le chaudron de l’apocalypse, Éditions Triartis, juin 2014
- Dans la peau du soldat inconnu, Le passeur Éditeur, automne 2014
- Les visages de Saint-Exupéry, Le passeur Éditeur, automne 2014
- De Gaulle et Marianne selon Jacques Faizant, Hugo & Cie, automne 2014
- Paroles de poilus en 365 jours, Éditions 365, octobre 2015
- Paroles d’exode : Mai, Juin 1940, Librio, novembre 2015
- Votons ! Ce que Jaurès, De Gaulle et Saint-Exupéry ont encore à dire aux français déboussolés, Hugo&Cie, avril 2017
- Paroles de poilus paroles de Paix, Rue des Écoles, septembre 2017
- Le bonheur par les mots « Chaque jour, un joli mot qui rend heureux », Almaniak’s 365 Éditions, octobre 2017
- Antoine de Saint-Exupéry, le Petit Prince, c’est toi, Le Passeur Éditeur, novembre 2017
- La mélodie volée, Éditions de l’Archipel, janvier 2018
- Paroles de nos soldats, Nouveau Monde Éditions, novembre 2018
- Paroles de facteurs, Hugo & Cie, mars 2019
- Les plus beaux manuscrits de Charles de Gaulle, Éditions Hugo & Co, octobre 2019
- Paroles de femmes 1900-2019, Éditions Librio, octobre 2019
- Pub je t’aime, moi non plus, Éditions Coup de gueule, mars 2020
- Guillaume Apollinaire Faire l’amour et faire la guerre, Le Passeur Éditeur, mai 2020